# Верхняя Груня
Верхняя Груня — село в Кореневском районе Курской области. Входит в состав Толпинского сельсовета.

## География
Село находится на реке Груня (приток Сейма), в 84 км к юго-западу от Курска, в 16,5 км к северо-востоку от районного центра — посёлка городского типа Коренево, в 13 км от центра сельсовета — села Толпино.
Климат
Верхняя Груня, как и весь район, расположена в поясе умеренно континентального климата с тёплым летом и относительно тёплой зимой (Dfb в классификации Кёппена).
| Показатель                                                                   | Янв. | Фев. | Март | Апр. | Май  | Июнь | Июль | Авг. | Сен. | Окт. | Нояб. | Дек. | Год  |
| ---------------------------------------------------------------------------- | ---- | ---- | ---- | ---- | ---- | ---- | ---- | ---- | ---- | ---- | ----- | ---- | ---- |
| Средний суточный максимум, °C                                                | −3,6 | −2,6 | 3,4  | 13,3 | 19,5 | 22,8 | 25,2 | 24,6 | 18,3 | 10,8 | 3,8   | −0,8 | 11,2 |
| Средняя температура, °C                                                      | −5,7 | −5,2 | −0,3 | 8,4  | 14,8 | 18,4 | 20,9 | 20   | 14,1 | 7,4  | 1,5   | −2,8 | 7,6  |
| Средний суточный минимум, °C                                                 | −8,2 | −8,4 | −4,5 | 2,9  | 9,1  | 13,1 | 15,8 | 14,8 | 9,8  | 4,1  | −0,8  | −5   | 3,6  |
| Норма осадков, мм                                                            | 50   | 44   | 48   | 50   | 63   | 70   | 79   | 52   | 57   | 56   | 47    | 48   | 664  |
| Источник: Погода по месяцам c ru.climate-data.org(дата обращения: Июль 2021) |      |      |      |      |      |      |      |      |      |      |       |      |      |

## Население
| 2002 | 2010 |
| ---- | ---- |
| 440  | ↘379 |

## Инфраструктура
Личное подсобное хозяйство. В селе 159 домов.

## Транспорт
Верхняя Груня находится в 8,5 км от автодороги регионального значения 38К-017 (Курск — Льгов — Рыльск — граница с Украиной), в 15 км от автодороги 38К-030 (Рыльск — Коренево — Суджа), в 4,5 км от автодороги межмуниципального значения 38Н-567 (38К-030 — Нижняя Груня с подъездом к Гавриловка), на автодороге 38Н-040 (Марьино — Верхняя Груня), в 4,5 км от ближайшего ж/д остановочного пункта 374 км (линия 322 км — Льгов I).
В 147 км от аэропорта имени В. Г. Шухова (недалеко от Белгорода).

## Достопримечательности
- Церковь Святой Троицы (1901 г.)[10]